# Nibbeln

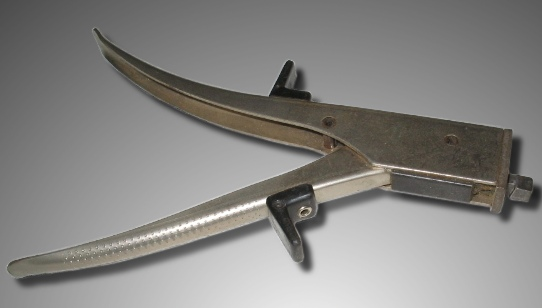
Nibbelzange

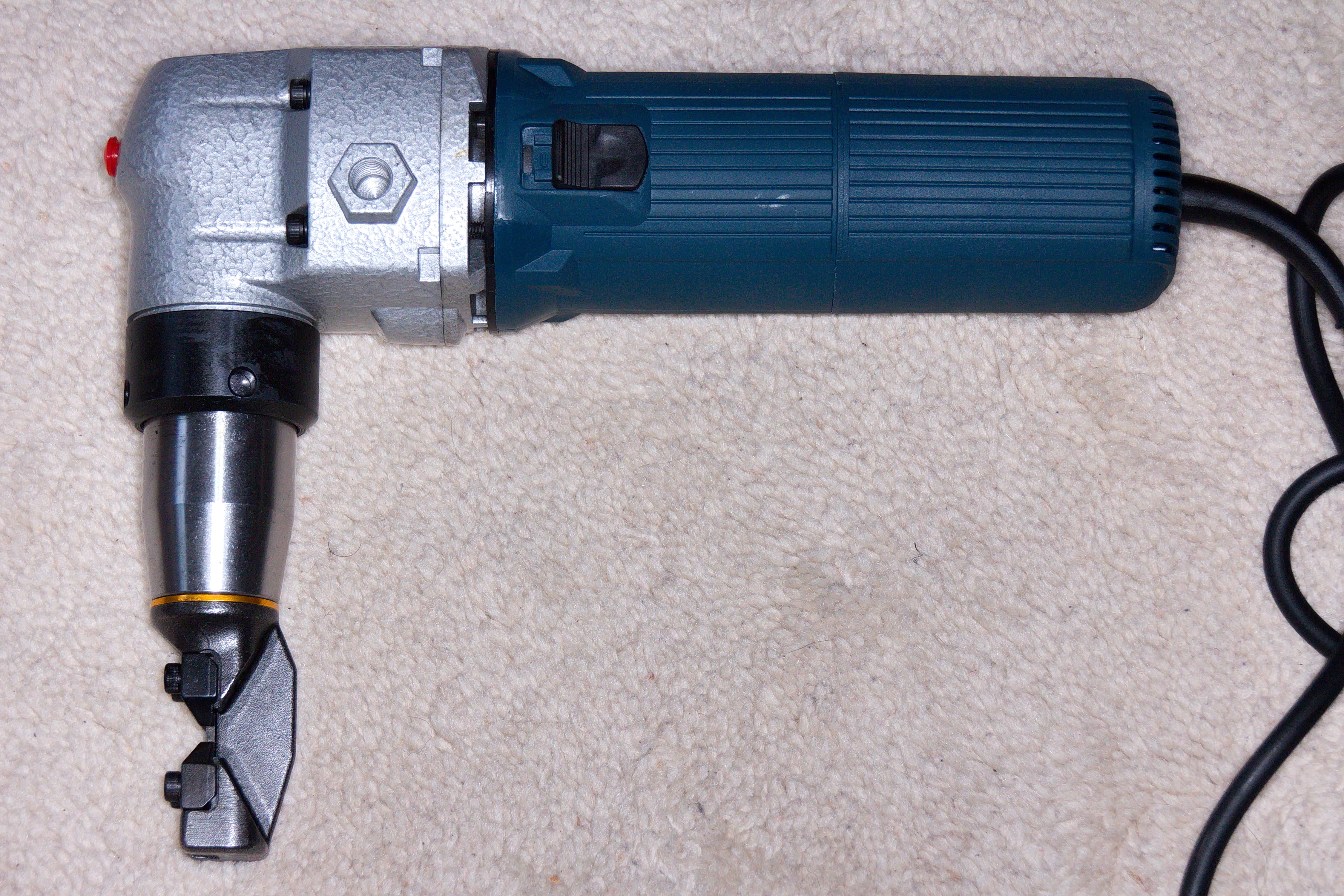
Handgeführter elektrisch angetriebener Nibbler

Das Nibbeln ist ein dem Stanzen und Scherschneiden verwandtes Fertigungsverfahren zum Ausschneiden und Bearbeiten von Blech. Im Gegensatz zum herkömmlichen Stanzen und Scheren ist für dieses Verfahren eine Trennfuge und die freie Formgebung bzw. ein werkzeugunabhängiger Schnittverlauf charakteristisch. Das wird durch periodische Auf- und Abbewegung eines einseitig offenen Stanzwerkzeuges bei gleichzeitigem kontinuierlichem Vorschub erreicht – eine Art Knabbern, weshalb die Handwerkzeuge umgangssprachlich auch als Knabber bezeichnet werden. Zum Ausschneiden von komplexen Formen dreht sich das Werkzeug und kann so in alle Richtungen bewegt werden.
Neben handgeführten manuell oder elektrisch angetriebenen Nibblern kommen auch CNC-gesteuerte Werkzeugmaschinen zum Einsatz, meist kombiniert mit Stanzmaschinen. Während bei handgeführten Nibblern die beiden Schneiden in der Regel wie bei einer Schere unmittelbar beieinanderliegen und durch eine gemeinsame Drehachse miteinander verbunden sind, führt eine nibbelnde Werkzeugmaschine üblicherweise die gleiche Bewegung durch wie eine Stanze. Der Unterschied besteht darin, dass das Stanzwerkzeug beim Nibbeln viele Bewegungsschritte nacheinander durchführt, während das Blech langsam am Werkzeug vorbeigeführt wird, um längere Ausschnitte herstellen zu können.

## Vor- und Nachteile

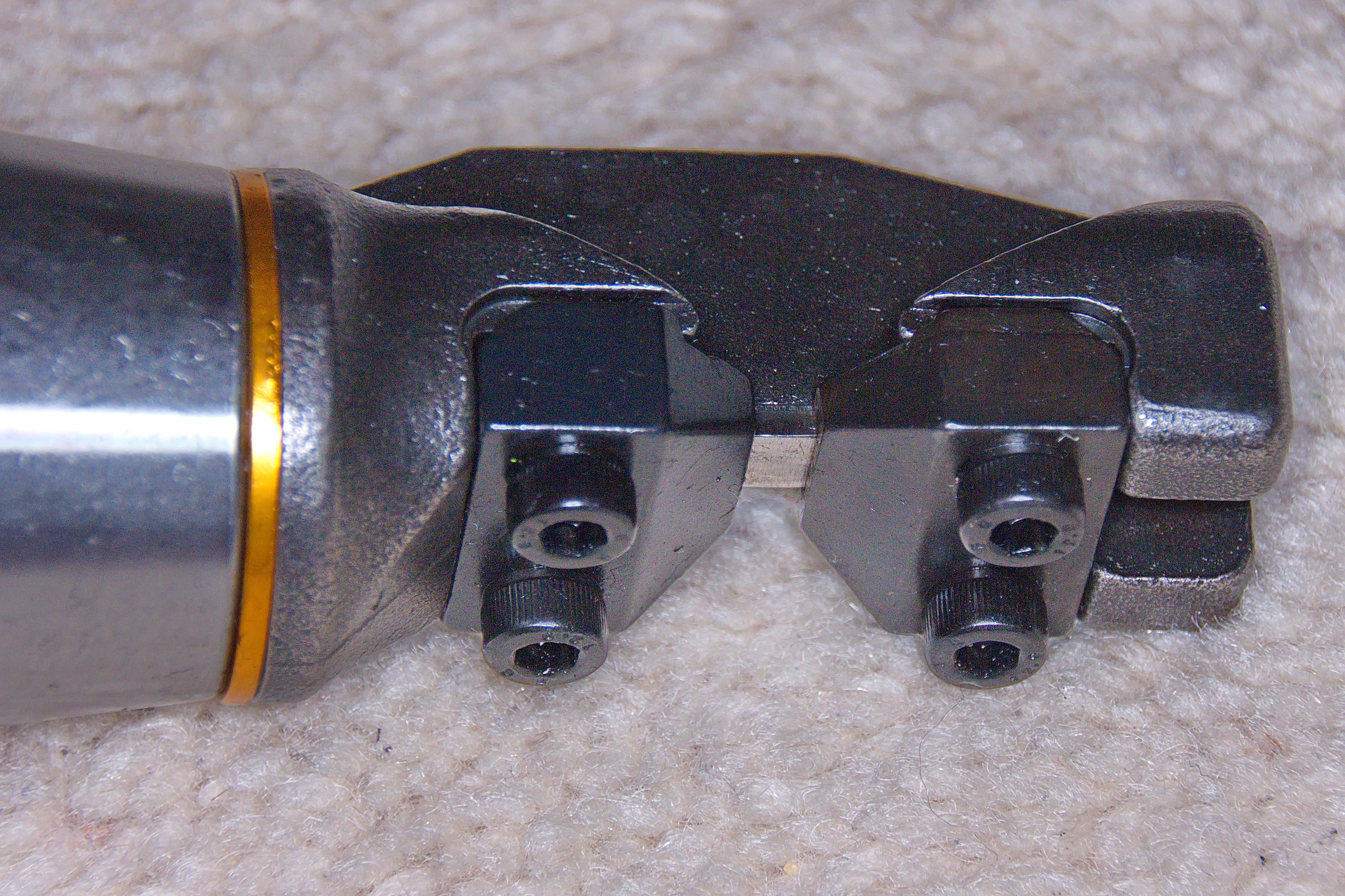
Stanzwerkzeug eines handgeführten elektrisch angetriebenen Nibblers

Wie eine Stanze besteht das Trennwerkzeug beim Nibbeln aus Stempel und Matrize. Dadurch lassen sich Ausschnitte aus Blechen verzugfrei heraustrennen.
Beim Nibbeln entstehen jedoch Abfälle, da eine Schneidspur aus dem Blech gestanzt wird.
Das Heraustrennen von komplex geformten Ausschnitten nennt sich auch Ausklinken. Runde Stempel ermöglichen auch enge Kurven, es entsteht sichelförmiger Abfall. Die Form und Breite der Schneidspur ergibt sich aus Art und Abmessung des Stempels.
Beim Herstellen von Innenausschnitten mit handgeführten Nibblern ist eine Vorbohrung erforderlich, um die Schneide einführen zu können.
Insbesondere mit handgeführten Knabbern, Nibblern und Nagern lassen sich auch Well- und Trapezbleche bearbeiten. Im Gegensatz zur Schere ist die Schnittspur weitgehend frei von Verwerfungen.
Im Gegensatz zum Wasserstrahl- und Laserschneiden können umformende Bearbeitungsschritte mit der gleichen Bearbeitungsmaschine durchgeführt werden, die auch das Nibbelwerkzeug einsetzt. Vielfach müssen in Blechen nicht nur Ausschnitte vorgenommen werden, sondern Teilbereiche werden zusätzlich verformt, um Elemente wie (Belüftungs-)Kiemen, Durchzüge usw. einzufügen. Moderne Nibbelmaschinen, deren Werkzeugaufnahme über eine Rotationsachse verfügt, können sogar Gewinde formen.
(Beim Gewindeformen entsteht der Gewindegang spanlos, indem Material verdrängt wird. Gegenüber geschnittenen Gewinden können geformte Gewinde höher belastet werden und es entsteht bei der Herstellung kein Span, der folgende Bearbeitungen behindern kann.) 

## Standardwerkzeuge
Handgeführte Werkzeuge werden Nibbler, Knabber oder Nager genannt.
Zur Standardausstattung einer Werkzeugmaschine zum Nibbeln gehören Stempel mit den wichtigsten, einfachen geometrischen Formen, wie z. B. Kreis (Rundstempel), Quadrat, Rechteck oder Oval (Langlochstempel). Zum Ausschneiden von größeren Öffnungen werden auch bogenförmige Stempel verwendet, die mit mehreren Hüben beispielsweise einen kreisförmigen Ausschnitt erzeugen können.
Häufig wiederkehrende Blechzuschnitte, wie z. B. Öffnungen in Computergehäusen für D-Sub und andere Steckverbindungen, werden in der Regel mit Stanzwerkzeugen ausgeführt, die für den speziellen Einsatzfall angefertigt wurden.

## Sonderwerkzeuge
In der (Groß-)Serienfertigung, z. B. von Schaltschränken, finden auch häufig Sonderwerkzeuge Verwendung, die mit wenigen Werkzeughüben komplette Konturen schneiden können.
Eine Form des Sonderwerkzeugs stellt das sogenannte Multitool dar. Hier sind auf einem Kopf mehrere Stanzwerkzeuge angebracht und können durch Drehen (sogenanntes Indexieren) angesprochen werden.

## Maschinen
Moderne, NC-gesteuerte Stanz-Nibbelmaschinen zeichnen sich durch hohe Produktivität bei (im Vergleich zum Laserschneiden) geringeren Stückkosten aus. Allerdings können keine beliebigen Konturen geschnitten werden.

### Kombinationsmaschinen
Um die Vorteile des Nibbelns mit denen des Laserschneidens zu kombinieren, bieten die verschiedenen Hersteller auch kombinierte Maschinen an, die sowohl umformende Operationen mit dem Stanzkopf als auch das Auslasern beliebiger Konturen ermöglichen.
Eine andere Bauart des Nibblers kombiniert diesen mit der Technologie der Tafelschere, um die häufig anfallenden geraden langen Schnitte optimiert ausführen zu können.